# José Ignacio Liceaga Sagarzazu
José Ignacio Liceaga Sagarzazu (Urnieta, 1959) és un polític basc. Treballà com a professor d'EGB. Militant del Partit Nacionalista Basc, ha estat regidor (1983-1991) i alcalde (1991-1999) d'Urnieta, procurador a les Juntes Generals de Guipúscoa (1991-1995), i Director de Desenvolupament Rural del Departament d'Agricultura del Govern Basc (maig a desembre de 1999). A les eleccions generals espanyoles de 2000 fou escollit senador per Guipúscoa, però el 2001 va dimitir i fou substituir per Jokin Bildarratz Sorron.